# 流星ダンスフロア
「流星ダンスフロア」（りゅうせいダンスフロア）は、ORESAMAの5枚目のシングル。作詞・ぽん、作曲・小島英也。2017年10月25日にランティスから発売された。

## 概要
表題曲「流星ダンスフロア」は、2017年放送のテレビアニメ『魔法陣グルグル』第2クールのオープニングテーマとして使用された。

## 収録曲
| 全作詞: ぽん、全作曲: 小島英也。 |                                    |           |            |                                          |      |
| #                                | タイトル                           | 作詞      | 作曲・編曲 | 編曲                                     | 時間 |
| 1.                               | 「流星ダンスフロア」               | ぽん      | 小島英也   | 小島英也、TECHNOBOYS PULCRAFT GREEN-FUND | 4:23 |
| 2.                               | 「ヨソユキノマチ」                 | ぽん      | 小島英也   | 小島英也                                 | 3:52 |
| 3.                               | 「Waiting for...」                 | ぽん      | 小島英也   | 小島英也                                 | 3:57 |
| 4.                               | 「流星ダンスフロア」(Instrumental) | ぽん      | 小島英也   |                                          | 4:22 |
| 5.                               | 「ヨソユキノマチ」(Instrumental)   | ぽん      | 小島英也   |                                          | 3:52 |
| 6.                               | 「Waiting for...」(Instrumental)   | ぽん      | 小島英也   |                                          | 3:54 |
| 合計時間:                        | 合計時間:                          | 合計時間: | 24:20      |                                          |      |